# Haisnes
Haisnes (ndl.: „Hagen“) ist eine französische Gemeinde mit 4411 Einwohnern (Stand: 1. Januar 2022) im Département Pas-de-Calais in der Region Hauts-de-France. Sie gehört zum Arrondissement Béthune und zum Kanton Douvrin.

## Lage
Die Gemeinde Haisnes liegt am Aoirekanal im Nordfranzösischen Kohlerevier, elf Kilometer nördlich von Lens und elf Kilometer östlich von Béthune. Umgeben wird Haisnes von den Nachbargemeinden Violaines und La Bassée im Norden, Douvrin im Osten, Hulluch im Südosten, Loos-en-Gohelle im Süden, Vermelles im Südwesten sowie Auchy-les-Mines im Westen.

## Geschichte
Die Gemeinde wurde im Zweiten Weltkrieg vollständig zerstört.
Am 27. März 2003 forderte eine Explosion im örtlichen Sprengstoffwerk vier Tote.
An die lange Steinkohlebergbau-Tradition erinnern heute noch Abraumhalden und zahlreiche Bergarbeiterhäuser, unter anderem in der Arbeitersiedlung  Cité Saint-Élie.

### Bevölkerungsentwicklung
| Jahr                       | 1962 | 1968 | 1975 | 1982 | 1990 | 1999 | 2006 | 2015 | 2022 |
| -------------------------- | ---- | ---- | ---- | ---- | ---- | ---- | ---- | ---- | ---- |
| Einwohner                  | 2722 | 2709 | 3106 | 3970 | 4525 | 4357 | 4263 | 4367 | 4411 |
| Quellen: Cassini und INSEE |      |      |      |      |      |      |      |      |      |

## Sehenswürdigkeiten
- Kirche Saint-Nicaise
- ehemalige Kapelle Saint-Elie, heute Gemeindefestsaal
- drei britische Soldatenfriedhöfe
- ehemalige Zechen 73 und 73B, Bergwerke 6 und 13 der Minen von Lens
- Wasserturm

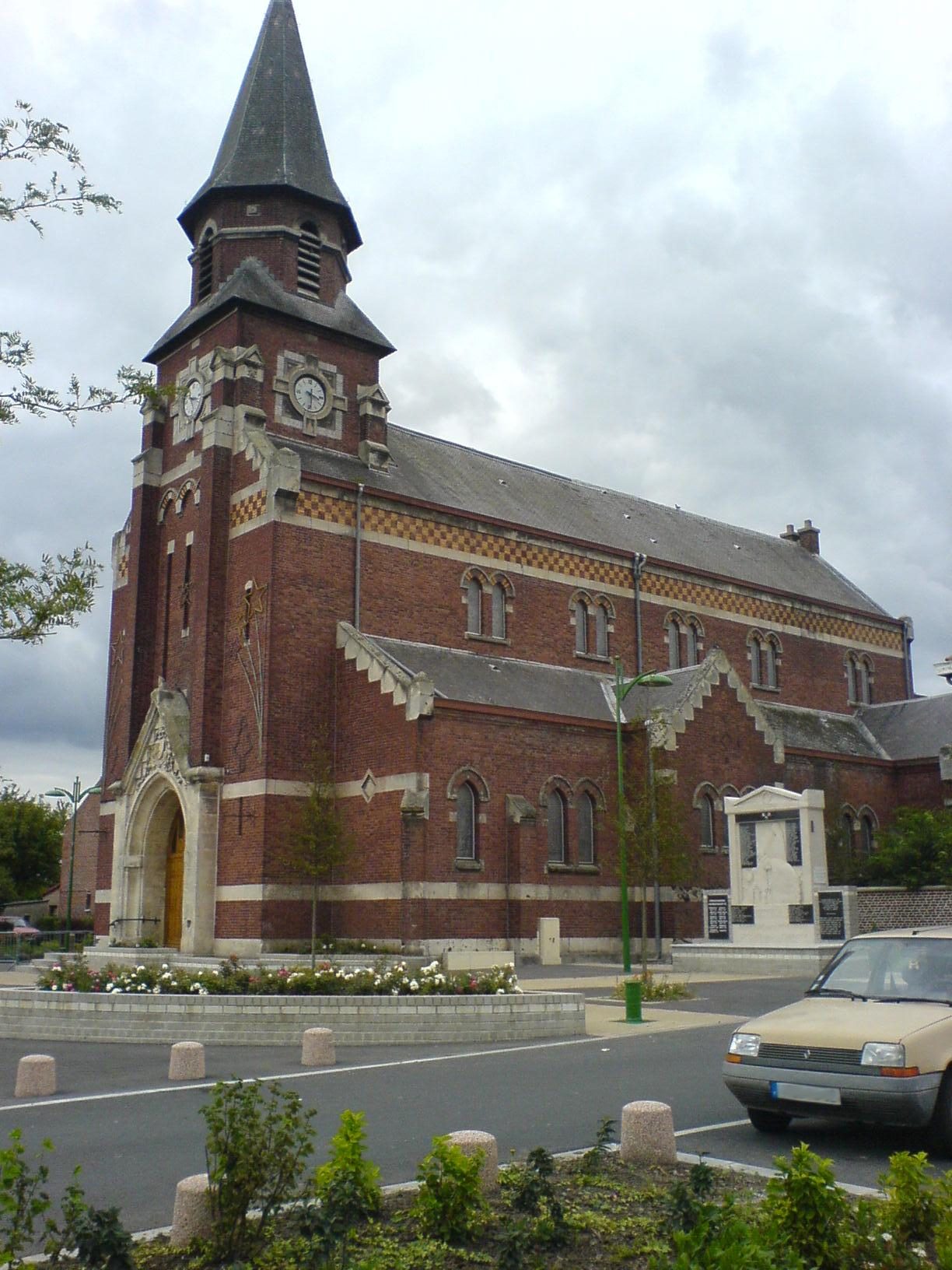
Kirche Saint-Nicaise
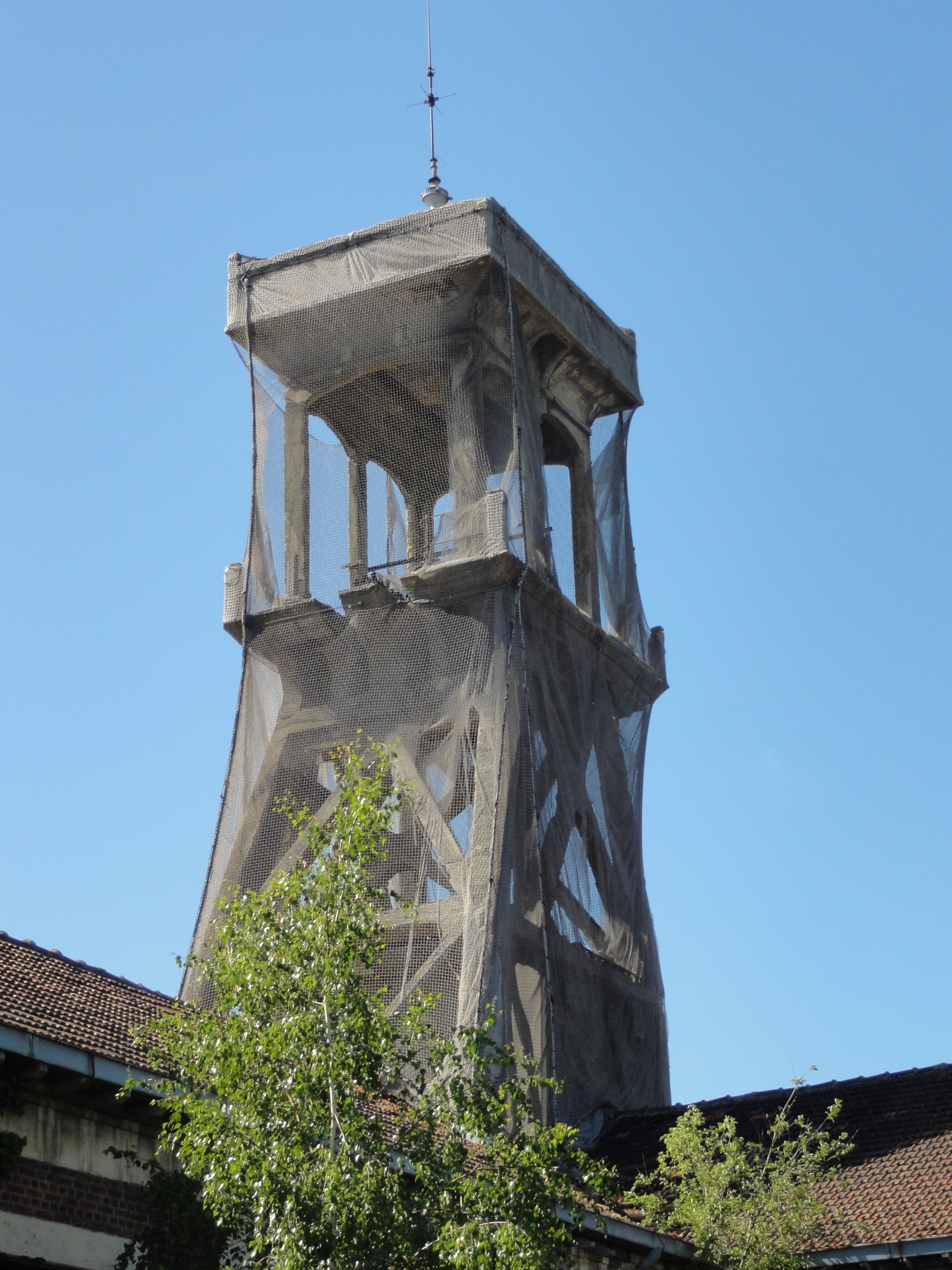
Ehemaliger Förderturm der Zeche Nr. 6
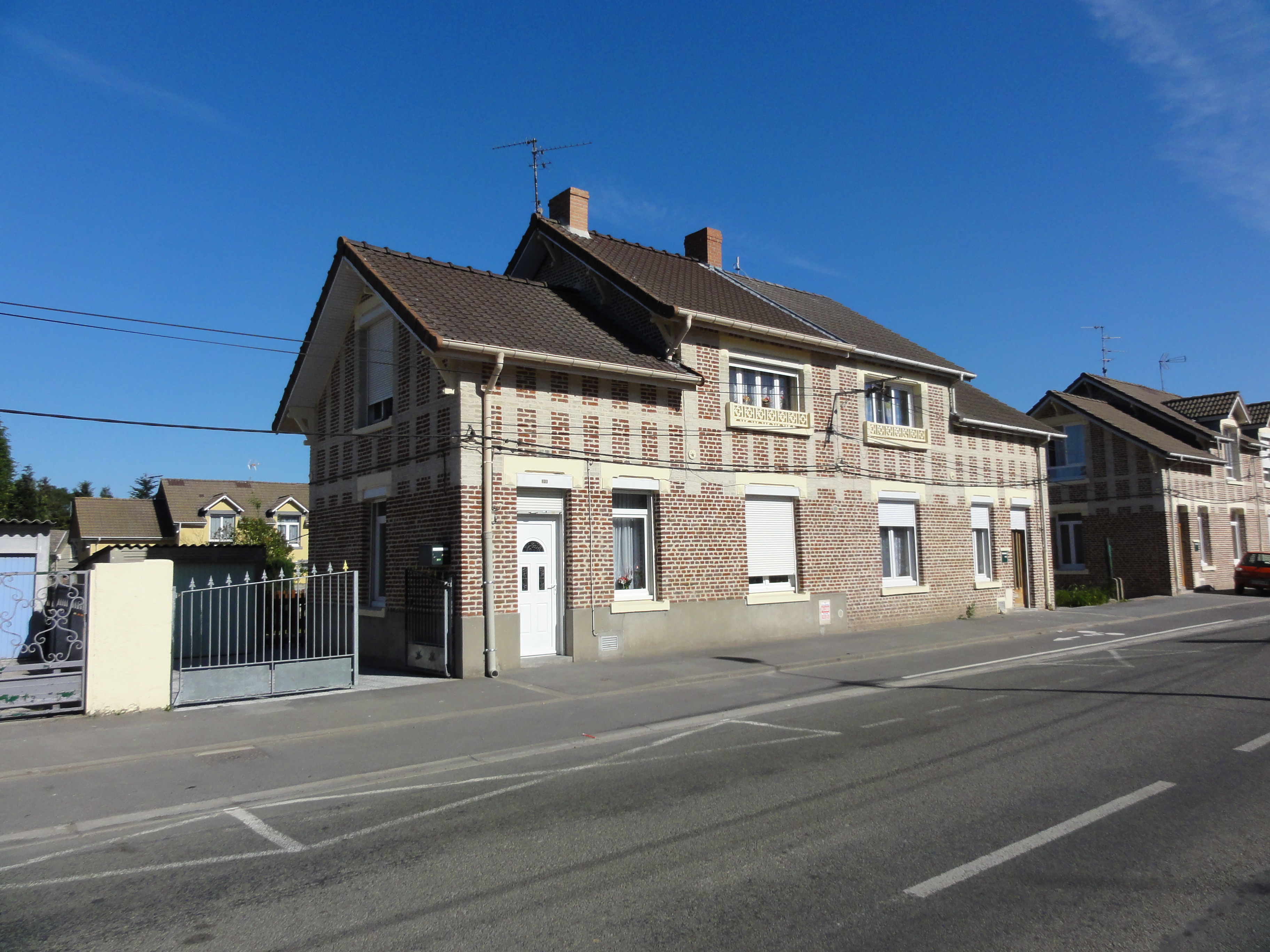
Bergarbeiterhäuser in der Cité Saint-Élie
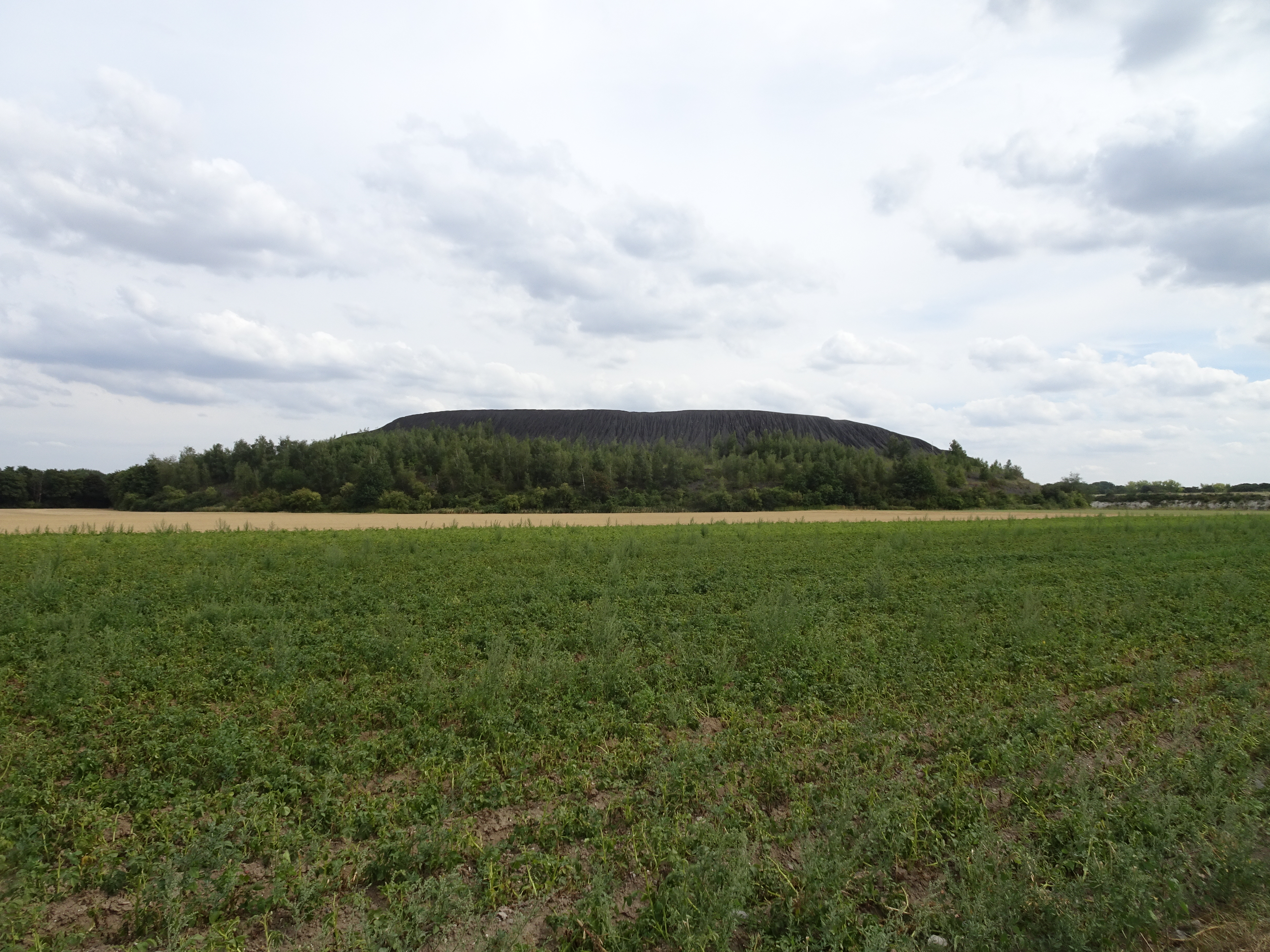
Abraumhalde Nr. 73
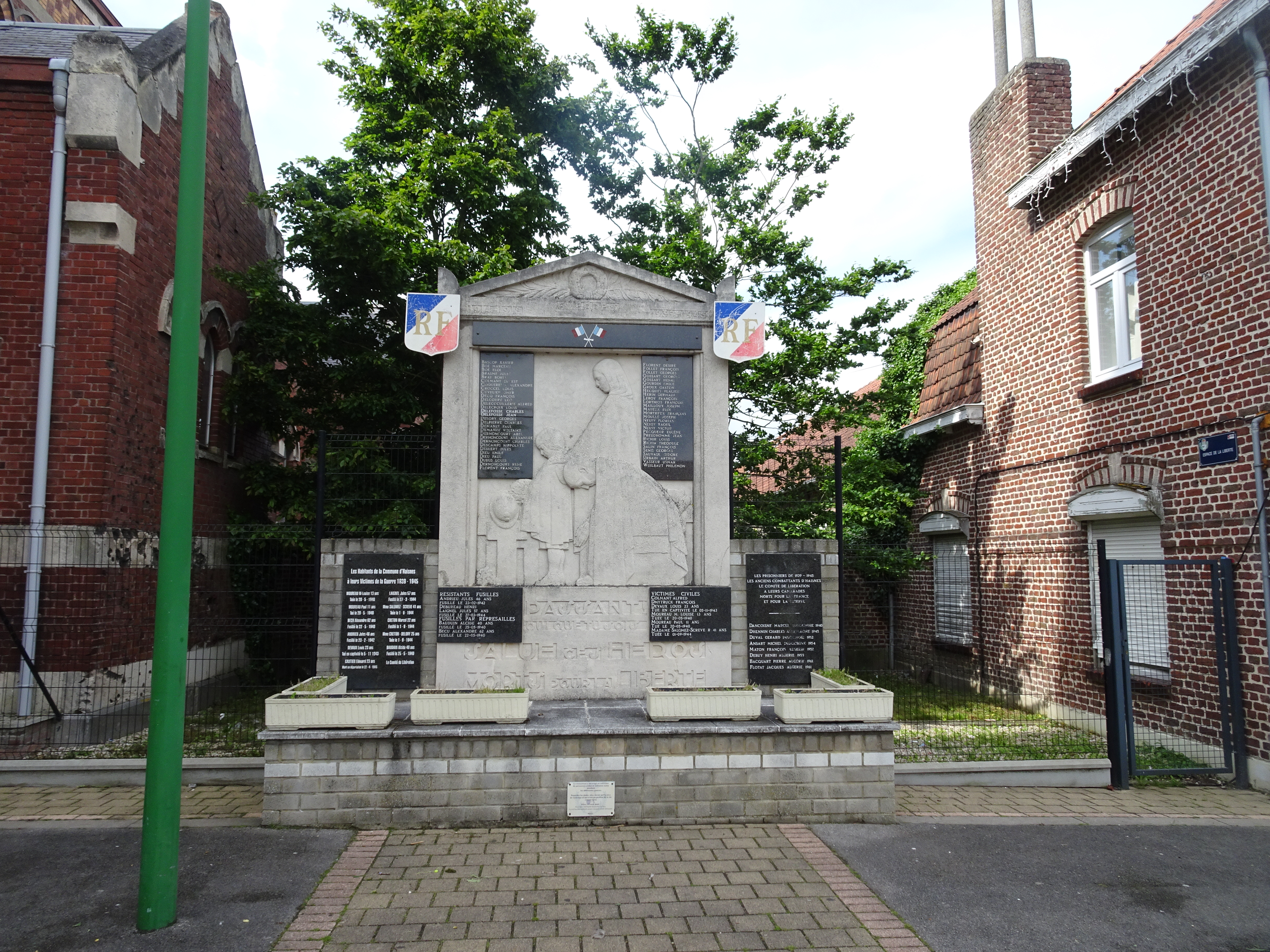
Gefallenendenkmal
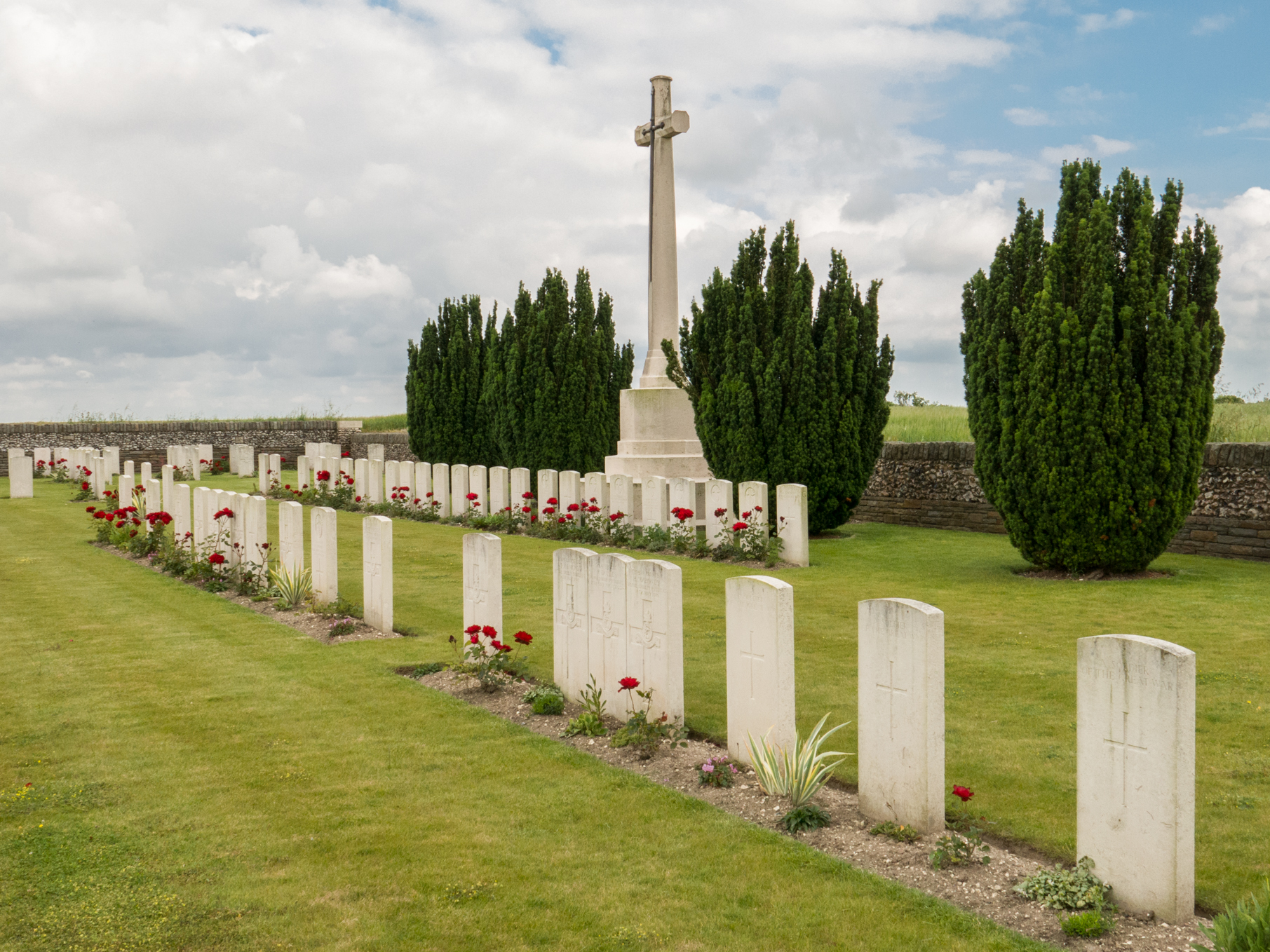
Bois-Carre Military Cemetery
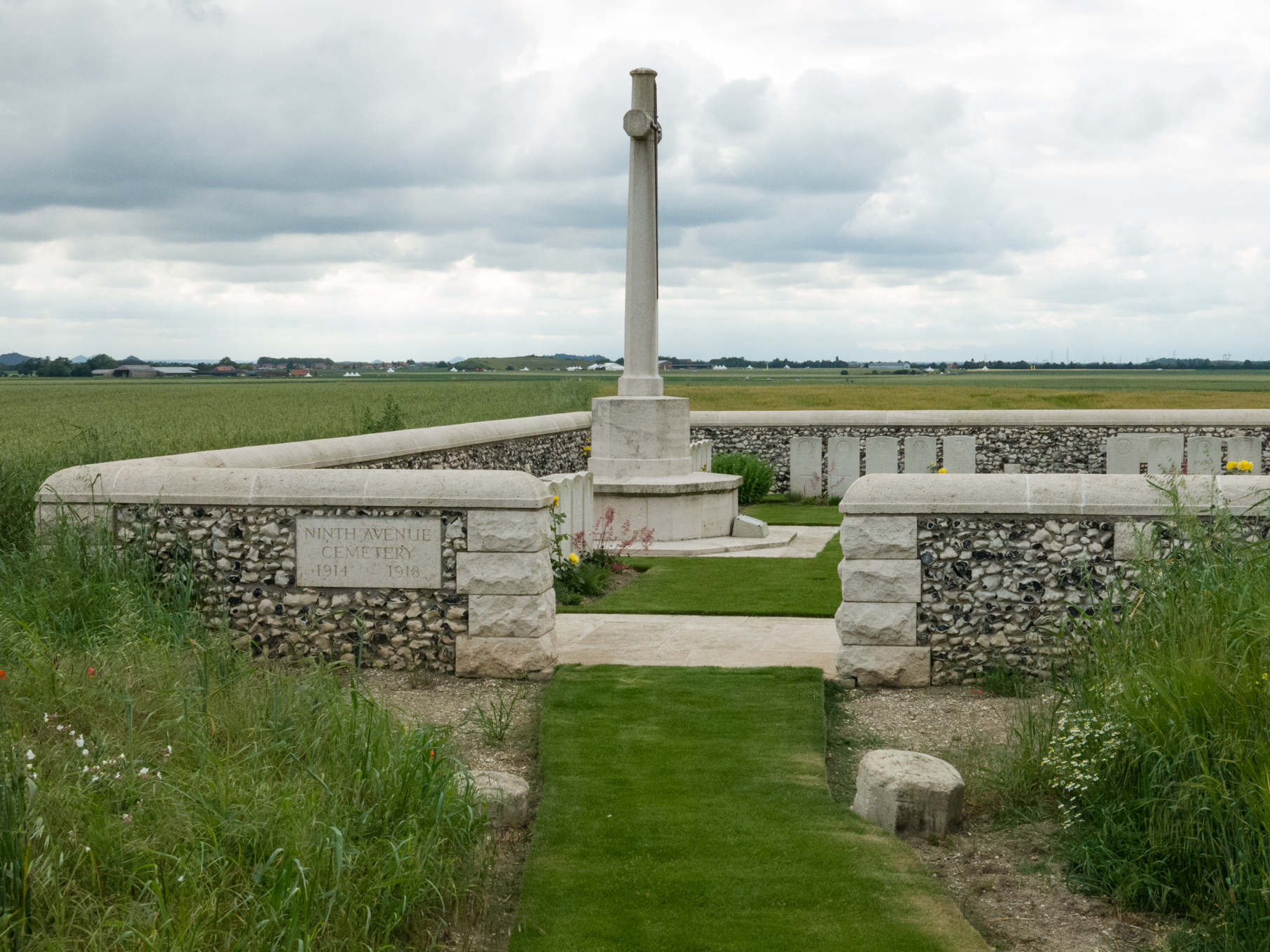
Ninth Avenue Cemetery
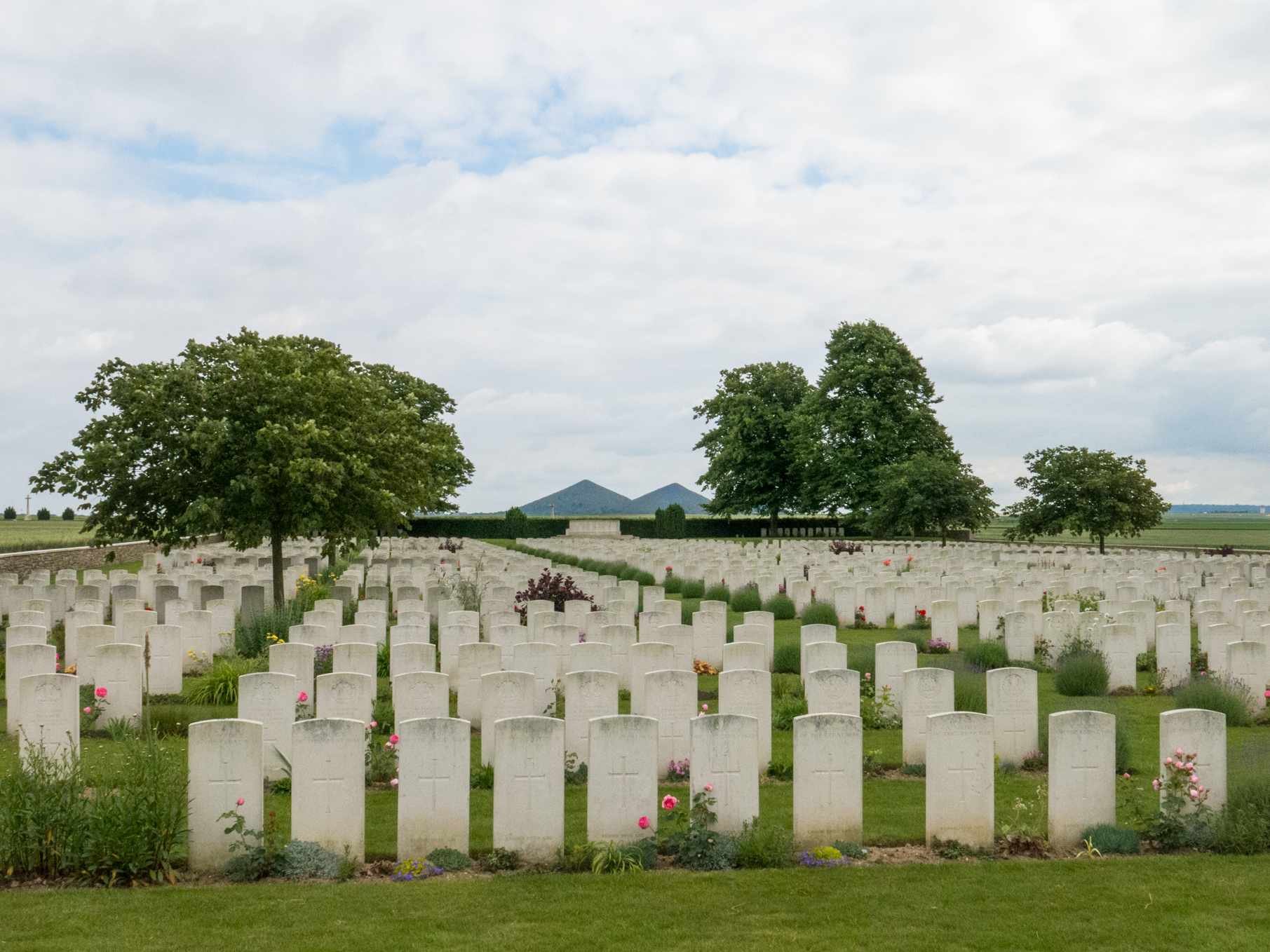
St. Mary's A.D.S. Cemetery